# Heinrich Sievers (Kaufmann)
Heinrich Sievers (* 22. Februar 1856 in Lübeck; † 16. Januar 1924 ebenda) war ein deutscher Großkaufmann und Mitglied der Lübecker Bürgerschaft.

## Leben

### Herkunft

Bis 1882

Schüsselbuden 34

Heinrich entstammte einem alten Lübecker Geschlecht und war Sohn von Carl Heinrich Sievers (* 3. November 1820 in Lübeck; † 23. Mai 1889 ebenda).
Sein Vater war Inhaber der Großhandlung H. H. Kahl & Sohn für Eisen- und Kurzwaren in der fünften Generation. Seit 1865 Mitglied der Bürgerschaft wurde Carl Heinrich 1871 an Stelle des zurückgetretenen Senators August Ferdinand Siemßen zum Mitglied des Lübeckischen Senats erwählt.

### Laufbahn
Nach dem Besuch des Katharineums ging Sievers nach Leipzig, um dort in demselben Geschäft, indem es schon sein Vater tat, seine Lehrzeit zu durchlaufen. Anschließend genügte er beim Lübecker Bataillon des 2. Hanseatischen Infanterie-Regiments Nr. 76 als Einjährig-Freiwilliger seiner Militärpflicht und vervollkommnete dann als junger Kaufmann seine Ausbildung in London, Birmingham und Liverpool.
Ins väterliche Geschäft zurückgekehrt, bereiste Sievers für dieses Dänemark und Nordschleswig. Mitte der 1870er breitete sich das väterliche Geschäft immer mehr aus und der Sievers trat als Teilhaber und Prokurist ein. Als das Geschäftsgebäude 1882 dem neuen Hauptpostgebäude der Reichspost am Markt weichen musste, siedelte man auf die gegenüberliegende Straßenseite der Schüsselbuden. Am neuen Gebäude prangte der Wahlspruch der Firma, Ora et labora, oberhalb des Hauses. Nach dem Tode seines Vaters wurde er Alleininhaber des Unternehmens. 1925 wäre dies ein halbes Jahrhundert her gewesen.
Sievers widmete sich der Tradition seiner Väter folgend vielfach dem öffentlichen Leben. Auf der Versammlung der Gesellschaft zur Beförderung gemeinnütziger Tätigkeit vom 15. März 1884 wurde er für die Neuwahl eines Vorstehers der Zweiten Kleinkinderschule an Stelle des aus dem Amte scheidenden Kaufmanns Johannis Carl August Halle unter anderen für die Wahl in der Folgeversammlung vorgeschlagen. Man erwählte ihn am 22. und auf der Versammlung vom 29. nahm er die Wahl an. Zum Vorsteher der Vierten Kleinkinderschule wurde er auf der Beratungsversammlung vom 29. März 1898 erwählt.
Nachdem Sievers im Vorjahr aus der Bürgerschaft schied, erwählte ihn die Gesellschaft an Stelle des ausscheidenden Wilhelm Langenheim, Bürgermeister von Flensburg a. D., am 4. Januar 1918 zum Rechnungsprüfer der Spar- und Anleihekasse.

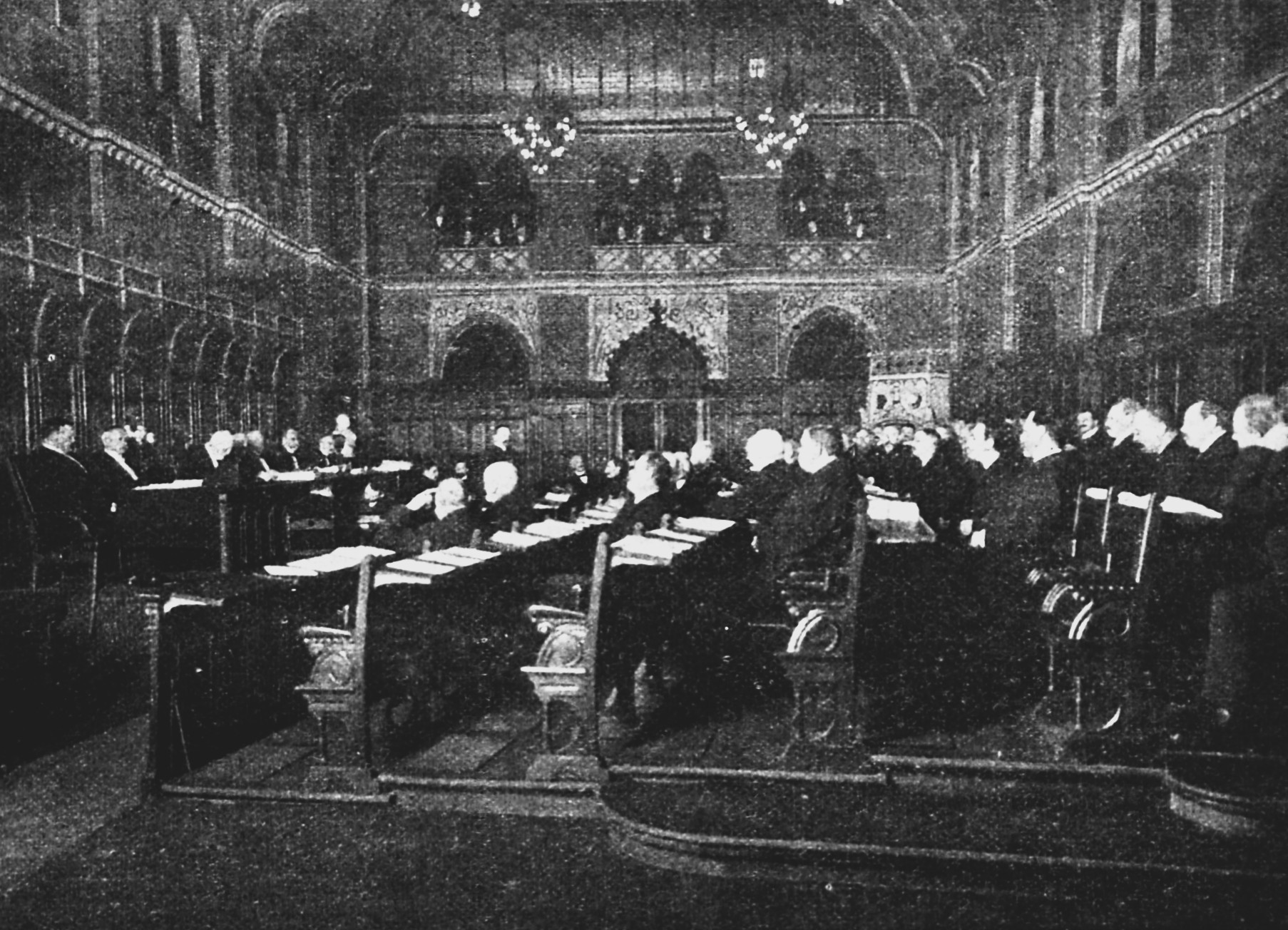
Bürgerschaftssitzung (1909)

Der Senat wählte am 12. Dezember 1896 Sievers an Stelle des ausscheidenden Charles Hornung Petit als Bürgerlichen Deputierten in der Steuerbehörde bei der Steuerschätzungskommission für die Vorstadt St. Gertrud und bestätigte ihn am 15. Dezember 1902 sowie 1909 als solchen.
In gleicher Funktion war Sievers auch in der Stiftungsbehörde. Im April 1903 wählte der Senat ihn an Stelle des ausscheidenden Kaufmanns Alfred Ferdinand Koch bei der Vorsteherschaft der Brigittenstiftung.
Wie bereits sein Vater von 1850 bis 1875 war auch er, seit dem 8. Juli 1889, Vorsteher in der Moyelken-Stiftung. Als solcher stellte er 1906 das Moyelken oder auch Engelsteden Armenhaus am Langen Lohberg Nr. 26 zum Verkauf. Das neue Armenhaus wurde am Großen Bauhof Nr. 4 bezogen.
Ebenfalls ist Sievers Vorsteher im Heiligen-Geist-Hospital gewesen.
Der Bürgerausschuss wählte Sievers für die Jahre 1901 bis 1903 zu einem Stellvertreter der außerordentlichen Mitglieder der Ersatzkommission für das Lübeckische Staatsgebiet. Bei der Einquartierungsbehörde für die Vorstadt St. Gertrud erwählte ihn der Senat an Stelle des ausscheidenden Kaufmanns Johs. C. Gotth. Bernhöft am 20. Mai 1905 zum dortigen Bürgerlichen Deputierten.
Der Lübeckischen Bürgerschaft gehörte Sievers von 1911 bis 1917 an.
Seit 1884 war Sievers Mitglied der Kaufmannschaft und von 1898 bis 1904 Mitglied der den Vorstand der Kaufmannschaft bildenden Handelskammer.
Eines bedeutenden Einflusses erfreute sich der in der Roeckstraße Nr. 17 Wohnende in der St. Gertrud-Gemeinde. Seit deren Gründung gehörte Sievers deren Kirchenvorstand an, war ein eifriger Förderer des Kirchenbaus und vertrat die Gemeinde viele Jahre lang in der Synode. Er wurde am 11. November 1896 vom Lübeckischen Hauptverein der Gustav-Adolf-Stiftung neben dem Hauptlehrer August Sartori zu deren Revisor der Kassenrechnung ernannt.
Auch sonst hat die Vorstadt ihm viel, da er sich lebhaft für die Verbesserung der Verkehrsverhältnisse der Park- und Gartenvorstadt einsetzte, zu verdanken. Lange Jahre hindurch war er als dessen Vorstand an der Spitze des St. Gertrud-Vereins.
Neben der besonderen Vorliebe für seine Vorstadt widmete er seine Sorge Lübeck in weiteren Umfang. Dem Fremdenverkehrsverein, dessen Vorstand er längere Jahre und später als Ehrenmitglied angehörte, galt seine umfassende Fürsorge.
Während der Kriegsjahre förderte er die Sache des Roten Kreuzes und des Landeskriegerverbandes. Der Letztgenannte ernannte auch ihn neben General Curt von Morgen nach dem Krieg in „Anerkennung seiner vielfachen Dienste im vaterländischen Geiste“ zu seinem Ehrenvorsitzenden.
Unter seinen geschäftlichen Fachgenossen erfreute Sievers sich eines großen Ansehens. Er gehörte dem Vorstand des über ganz Deutschland sich ausdehnenden Verbandes der deutschen Eisenwaren-Händler mit Sitz in Mainz an. Alljährlich besuchte er die Jahreshauptversammlung des Verbandes.
Am Abend des 16. Januars 1924 verstarb der Altersinhaber der Großhandlung 68-jährig an einem Schlaganfall.

### Familie
Seit 1887 war er mit Anna, einer geborenen Dahlberg, verheiratet, mit der er zwei Söhne hatte.

#### Heinrich jr.
Am Ersten Weltkrieg nahm sein Sohn, Heinrich jr., als Leutnant der Reserve teil. Am 15. November 1916 erhielt er, in den Reihen des Reserve-Husaren-Regiments des Husaren-Regiments „Graf Goetzen“ (2. Schlesisches) Nr. 6 kämpfend, vom Lübecker Senat das Lübeckische Hanseatenkreuz verliehen. Als er aus dem Krieg kam, nahm der Senior seinen Sohn als Teilhaber in seine Firma auf. Sie vererbte sich bei dem Tod des Seniors bereits in siebenter Generation vom Vater auf den Sohn fort. Selbst unter den alten lübeckischen Geschlechtern war dies ein seltener Fall.

#### Johannes Wilhelm

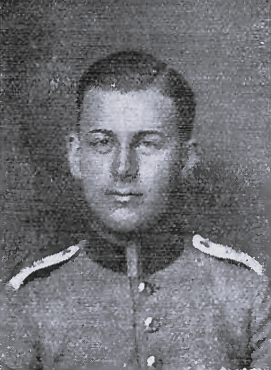

Sein jüngerer Sohn wurde am 14. März 1899 geboren. Er besuchte von Ostern 1905 bis Ostern 1916 das Realgymnasium des Katharineums. Als begeistertes Mitglied der Jugendwehr zeigte sich bereits früh seine Begabung für die soldatische Laufbahn. Er trat in die Vorbereitungsanstalt für Militärpersonen in Berlin und bestand im August das Fähnrichsexamen. Als Fahnenjunker trat er beim I. Ersatz-Bataillon des 1. Hanseatischen Infanterie-Regiments „Bremen“ in Bremen ein und wurde, nachdem er bald zum Gefreiten befördert worden war, zu einem Fahnenjunkerkurs nach Döberitz befohlen. An seinem Geburtstag wurde er zum Fähnrich befördert. Am 5. April 1918 rückte er erstmals ins Feld. Als Führer eines Transportes bewährte er sich als Vorgesetzter, was ihn zur baldigen Beförderung zum Leutnant empfahl. Als sein Schwager Paul Brehmer kurze Zeit vorher fiel, schrieb er seiner Schwester: „Dulce et decorum est, pro patria mori“ (dt. „Süß und ehrenvoll ist es, für’s Vaterland zu sterben“). Zum Führer des 2. Zuges seiner Kompanie ernannt, traf ihn und sechs seiner Kameraden am 1. Juni 1918 bei Moyenneville eine feindliche Granate. Man beerdigte ihn mit Militärischen Ehren auf dem Kirchhof von Beugny. Auf dem heimischen Ehrenfriedhof steht sein Ehrenhain.